# Liste der Baudenkmale in Rosengarten (Landkreis Harburg)
In der Liste der Baudenkmale in Rosengarten sind alle Baudenkmale der niedersächsischen Gemeinde Rosengarten aufgelistet. Die Quelle der Baudenkmale ist der Denkmalatlas Niedersachsen. Der Stand der Liste ist der 22. November 2020. Die Liste ist nicht vollständig.

## Allgemein
In den Spalten befinden sich folgende Informationen:
- Lage: die Adresse des Baudenkmales und die geographischen Koordinaten. Kartenansicht, um Koordinaten zu setzen. In der Kartenansicht sind Baudenkmale ohne Koordinaten mit einem roten Marker dargestellt und können in der Karte gesetzt werden. Baudenkmale ohne Bild sind mit einem blauen Marker gekennzeichnet, Baudenkmale mit Bild mit einem grünen Marker.
- Bezeichnung: Bezeichnung des Baudenkmales
- Beschreibung: die Beschreibung des Baudenkmales. Unter § 3 Abs. 2 NDSchG werden Einzeldenkmale und unter § 3 Abs. 3 NDSchG Gruppen baulicher Anlagen und deren Bestandteile ausgewiesen.
- ID: die Objekt-ID des Baudenkmales
- Bild: ein Bild des Baudenkmales, ggf. zusätzlich mit einem Link zu weiteren Fotos des Baudenkmals im Medienarchiv Wikimedia Commons. Wenn man auf das Kamerasymbol klickt, können Fotos zu Baudenkmalen aus dieser Liste hochgeladen werden:

## Forstgrenzsteine
Die Liste der Forstgrenzstein ist nicht vollständig.

### Gruppe: Forstgrenzsteine
Die Gruppe „Forstgrenzsteine“ hat die ID 26969625.

| Lage                        | Bezeichnung | Beschreibung | ID       | Bild           |
| --------------------------- | ----------- | --- | -------- | -------------- |
| 53° 26′ 31″ N, 9° 52′ 25″ O | Grenzstein  | Forstgrenzstein Nr. 58 - Nummerseite; Rückseite: Wolfsangelzeichen als Forst- bzw. Herrschaftszeichen des Landesherren im forstlichen Kontext  | 35359499 |                |
| 53° 26′ 29″ N, 9° 52′ 28″ O | Grenzstein  | Forstgrenzstein Nr. 57 - Nummermseite; Rückseite: Wolfsangelzeichen als Forst- bzw. Herrschaftszeichen des Landesherren im forstlichen Kontext | 35359478 |                |
| 53° 26′ 24″ N, 9° 52′ 35″ O | Grenzstein  | Forstgrenzstein Nr. 54 - Nummerseite; Rückseite: Wolfsangelzeichen als Forst- bzw. Herrschaftszeichen des Landesherren im forstlichen Kontext  | 35359415 |                |
| 53° 26′ 19″ N, 9° 52′ 37″ O | Grenzstein  | Forstgrenzstein Nr. 52 (Nummernseite); die Rückseite (wohl mit Wolfsangel) ist nicht einsehbar.                                                | 35359352 | Weitere Bilder |
| 53° 26′ 18″ N, 9° 52′ 42″ O | Grenzstein  | Forstgrenzstein Nr. 51 (Nummernseite); die Wolfsangel ist auf der Rückseite zu sehen.                                                          | 35359331 | Weitere Bilder |
| 53° 26′ 12″ N, 9° 52′ 52″ O | Grenzstein  | Obwohl an dieser Stelle ein Forstgrenzstein im Denkmalatlas/-Viewer ausgewiesen ist, handelt es sich hier um zwei Jagensteine.                 | 35359310 | BW             |
| 53° 26′ 4″ N, 9° 52′ 55″ O  | Grenzstein  | Forstgrenzstein | 35359246 | BW             |
| 53° 25′ 55″ N, 9° 52′ 58″ O | Grenzstein  | Forstgrenzstein | 35359098 | BW             |
| 53° 25′ 55″ N, 9° 53′ 1″ O  | Grenzstein  | Forstgrenzstein | 35359120 | BW             |
| 53° 25′ 55″ N, 9° 53′ 1″ O  | Grenzstein  | Forstgrenzstein | 35359077 | BW             |
| 53° 25′ 53″ N, 9° 53′ 3″ O  | Grenzstein  | Forstgrenzstein Nr. 41 | 35359035 | Weitere Bilder |
| 53° 25′ 51″ N, 9° 52′ 59″ O | Grenzstein  | Forstgrenzstein (seit langer Zeit abgängig) | 35358993 | BW             |
| 53° 25′ 50″ N, 9° 52′ 53″ O | Grenzstein  | Forstgrenzstein Nr. 39 | 35358951 | BW             |

### Einzelbaudenkmale
| Lage                                       | Bezeichnung | Beschreibung | ID                                      | Bild           |
| ------------------------------------------ | ----------- | --- | --------------------------------------- | -------------- |
| 53° 25′ 47″ N, 9° 52′ 41″ O                | Grenzstein  | Forstgrenzstein Nr. 38 | 35358888                                | BW             |
| 53° 25′ 40″ N, 9° 52′ 35″ O                | Grenzstein  | Forstgrenzstein Nr. 36 | 35358783                                | BW             |
| 53° 25′ 34″ N, 9° 52′ 28″ O                | Grenzstein  | Forstgrenzstein Nr. 32 | 35358699                                | BW             |
| 53° 25′ 31″ N, 9° 52′ 25″ O                | Grenzstein  | Forstgrenzstein | 35358636                                | BW             |
| Hundekovenberg 53° 25′ 26″ N, 9° 52′ 20″ O | Gedenkstein | Paul-Roth-Stein (kein Grenzstein) | 26948243                                | BW             |
| 53° 25′ 11″ N, 9° 52′ 14″ O                | Grenzstein  | Forstgrenzstein Nr. 25 ("N XXV") - Nummerseite; Rückseite: Wolfsangelzeichen als Forst- bzw. Herrschaftszeichen des Landesherren im forstlichen Kontext | 35358299                                | Weitere Bilder |
| 53° 25′ 6″ N, 9° 52′ 17″ O                 | Grenzstein  | Forstgrenzstein | 35358236                                | BW             |
| 53° 25′ 3″ N, 9° 52′ 15″ O                 | Grenzstein  | Forstgrenzstein | 35358089                                | BW             |
| Diebeskuhlen 53° 25′ 1″ N, 9° 52′ 6″ O     | Grenzstein  | Forstgrenzstein | 35358026                                | BW             |
| 53° 24′ 56″ N, 9° 52′ 5″ O                 | Grenzstein  | Forstgrenzstein | 35357984                                | BW             |
| 53° 24′ 55″ N, 9° 52′ 7″ O                 | Grenzstein  | Forstgrenzstein | 35357963                                | BW             |
| 53° 24′ 50″ N, 9° 52′ 2″ O                 | Grenzstein  | Forstgrenzstein | 35357879                                | BW             |
| 53° 24′ 50″ N, 9° 51′ 51″ O                | Grenzstein  | | 35357858                                | BW             |
| 53° 24′ 48″ N, 9° 51′ 54″ O                | Grenzstein  | | 35357710                                | BW             |
| 53° 24′ 47″ N, 9° 52′ 1″ O                 | Grenzstein  | | 35357668                                | BW             |
| 53° 24′ 46″ N, 9° 51′ 57″ O                | Grenzstein  | | 35357584                                | BW             |
| 53° 24′ 47″ N, 9° 52′ 11″ O                | Grenzstein  | | 35357626                                | BW             |
| 53° 24′ 43″ N, 9° 51′ 43″ O                | Grenzstein  | | 35357416                                | BW             |
| 53° 24′ 44″ N, 9° 51′ 47″ O                | Grenzstein  | | 35357458                                | BW             |
| 53° 24′ 45″ N, 9° 52′ 5″ O                 | Grenzstein  | | 35357521                                | BW             |
| 53° 24′ 45″ N, 9° 52′ 6″ O                 | Grenzstein  | | 35357500                                | BW             |
| 53° 24′ 45″ N, 9° 52′ 5″ O                 | Grenzstein  | | 35357332                                | BW             |
| 53° 24′ 43″ N, 9° 52′ 8″ O                 | Grenzstein  | | 35357332                                | BW             |
| 53° 24′ 42″ N, 9° 52′ 12″ O                | Grenzstein  | | 5357311                                 | BW             |
| 53° 24′ 42″ N, 9° 52′ 11″ O                | Grenzstein  | | 35357269                                | BW             |
| 53° 24′ 41″ N, 9° 52′ 13″ O                | Grenzstein  | Aus dem 14. bzw. 15. Jahrhundert, mit eingemeißeltem Tatzen- bzw. Prankenkreuz. Dieser Grenzstein gehört zu einer Grenzstrecke mit ursprünglich 22 bekannten Grenzsteinen. Inzwischen sind drei davon abgängig. | 35357248                                | Weitere Bilder |
| 53° 24′ 40″ N, 9° 52′ 11″ O                | Grenzstein  | | 35357185                                | BW             |
| 53° 24′ 39″ N, 9° 52′ 24″ O                | Grenzstein  | | 35357120                                | BW             |
| 53° 24′ 39″ N, 9° 52′ 35″ O                | Grenzstein  | | 35357141                                | BW             |
| 53° 24′ 39″ N, 9° 52′ 52″ O                | Grenzstein  | | 35357035                                | BW             |
| 53° 24′ 29″ N, 9° 52′ 0″ O                 | Grenzstein  | Forstgrenzstein | 35356804                                | BW             |
| 53° 24′ 29″ N, 9° 52′ 0″ O                 | Grenzstein  | Forstgrenzstein | 35356825                                | BW             |
| 53° 24′ 28″ N, 9° 52′ 5″ O                 | Grenzstein  | Forstgrenzstein | 35356762                                | BW             |
| 53° 24′ 28″ N, 9° 52′ 5″ O                 | Grenzstein  | Forstgrenzstein | 35356720                                | BW             |
| 53° 24′ 28″ N, 9° 52′ 5″ O                 | Grenzstein  | Forstgrenzstein | 35356741                                | BW             |
| 53° 24′ 24″ N, 9° 51′ 55″ O                | Grenzstein  | Forstgrenzstein: Granitstele mit einer eingemeißelten Wolfsangel sowie einer mit schwarzer Farbe aufgemalten Zahl 33 (etwas verwittert) | 35356657                                | BW             |
| 53° 24′ 15″ N, 9° 51′ 57″ O                | Grenzstein  | Grenzstein Nr. 2 von 65 ('Ostgrenze') liegt abseits der Waldwege auf einem Grenzhaufen im Grenzgraben, neben dem Grenzwall. Inschrift: "N" sowie darunter "II" (römisch 2); auf der gegenüberliegenden Seite ist eine Wolfsangel. | 35356468                                | BW             |
| 53° 24′ 16″ N, 9° 51′ 50″ O                | Grenzstein  | Forstgrenzstein Nr. 1 von ehemals 65 Steinen (kurz 'Ostgrenze'), die eine im Jahre 1750 vereinbarte Grenze zwischen dem Forstrevier Rosengarten und den östlich sowie südlich angrenzenden Dörfern Sieversen, Sottorf, Vahrendorf, Alvesen sowie Neugraben markierten. Die beiden aus Sandstein angefertigten Endsteine, Nr. 1 (heute Sieverser Stein) sowie 65 (Moisburger Stein) wurden 1754 aufgestellt, tragen aber die Jahreszahl der Unterzeichnung durch König Georg II. von Großbritannien und Irland des diesbezüglichen Rezesses. | 35356510                                | Weitere Bilder |
| 53° 24′ 16″ N, 9° 51′ 50″ O                | Grenzstein  | Forstgrenzstein Nr. 1 von ehemals 30 Grenzsteinen, die vermutlich im 19. Jhd. gesetzt wurden. Diese „Südgrenze“ in der heutigen Gemarkung Emsen mit ca. 2,2 km Länge nimmt ihren Anfang in unmittelbarer Nachbarschaft des Sieverser Steins südlich der heutigen Rosengartenstraße (K52) und verläuft südlich und westlich am Waldrand bis zum Stuvenwald. Inschrift: arabische Nr. 1 und liegende Wolfsangel darunter |                                         | Weitere Bilder |
| 53° 24′ 17″ N, 9° 51′ 49″ O                | Grenzstein  | Forstgrenzstein Nr. 2 von ehemals 30 Grenzsteinen, die vermutlich im 19. Jhd. gesetzt wurden. Diese „Südgrenze“ in der heutigen Gemarkung Emsen mit ca. 2,2 km Länge nimmt ihren Anfang in unmittelbarer Nachbarschaft des Sieverser Steins südlich der heutigen Rosengartenstraße (K52) und verläuft südlich und westlich am Waldrand bis zum Stuvenwald. Inschrift: arabische Nr. 2 und liegende Wolfsangel darunter | 35356573                                |                |
| 53° 24′ 17″ N, 9° 51′ 46″ O                | Grenzstein  | Forstgrenzstein Nr. 3 von ehemals 30 Grenzsteinen, die vermutlich im 19. Jhd. gesetzt wurden. Diese „Südgrenze“ in der heutigen Gemarkung Emsen mit ca. 2,2 km Länge nimmt ihren Anfang in unmittelbarer Nachbarschaft des Sieverser Steins südlich der heutigen Rosengartenstraße (K52) und verläuft südlich und westlich am Waldrand bis zum Stuvenwald. Inschrift: arabische Nr. 3 und liegende Wolfsangel darunter | 35356552                                |                |
| 53° 24′ 17″ N, 9° 51′ 44″ O                | Grenzstein  | Forstgrenzstein Nr. 4 von ehemals 30 Grenzsteinen, die vermutlich im 19. Jhd. gesetzt wurden. Diese „Südgrenze“ in der heutigen Gemarkung Emsen mit ca. 2,2 km Länge nimmt ihren Anfang in unmittelbarer Nachbarschaft des Sieverser Steins südlich der heutigen Rosengartenstraße (K52) und verläuft südlich und westlich am Waldrand bis zum Stuvenwald. Inschrift: arabische Nr. 4 und liegende Wolfsangel darunter | 35356531                                |                |
| 53° 24′ 17″ N, 9° 51′ 41″ O                | Grenzstein  | Forstgrenzstein Nr. 5 von ehemals 30 Grenzsteinen, die vermutlich im 19. Jhd. gesetzt wurden. Diese „Südgrenze“ in der heutigen Gemarkung Emsen mit ca. 2,2 km Länge nimmt ihren Anfang in unmittelbarer Nachbarschaft des Sieverser Steins südlich der heutigen Rosengartenstraße (K52) und verläuft südlich und westlich am Waldrand bis zum Stuvenwald. Inschrift: arabische Nr. 5 und liegende Wolfsangel darunter | 35356489                                |                |
| 53° 24′ 12″ N, 9° 51′ 32″ O                | Grenzstein  | Forstgrenzstein Nr. 8 von ehemals 30 Grenzsteinen, die vermutlich im 19. Jhd. gesetzt wurden. Diese „Südgrenze“ in der heutigen Gemarkung Emsen mit ca. 2,2 km Länge nimmt ihren Anfang in unmittelbarer Nachbarschaft des Sieverser Steins südlich der heutigen Rosengartenstraße (K52) und verläuft südlich und westlich am Waldrand bis zum Stuvenwald. Inschrift: arabische Nr. 8 und liegende Wolfsangel darunter | 35356447                                |                |
| 53° 24′ 8″ N, 9° 51′ 32″ O                 | Grenzstein  | Forstgrenzstein Nr. 9 von ehemals 30 Grenzsteinen, die vermutlich im 19. Jhd. gesetzt wurden. Diese „Südgrenze“ in der heutigen Gemarkung Emsen mit ca. 2,2 km Länge nimmt ihren Anfang in unmittelbarer Nachbarschaft des Sieverser Steins südlich der heutigen Rosengartenstraße (K52) und verläuft südlich und westlich am Waldrand bis zum Stuvenwald. Inschrift: Rest der arabischen Nr. 9 und liegende Wolfsangel darunter | 35356426                                |                |
| 53° 24′ 8″ N, 9° 51′ 25″ O                 | Grenzstein  | Forstgrenzstein Nr. 10 von ehemals 30 Grenzsteinen, die vermutlich im 19. Jhd. gesetzt wurden. Diese „Südgrenze“ in der heutigen Gemarkung Emsen mit ca. 2,2 km Länge nimmt ihren Anfang in unmittelbarer Nachbarschaft des Sieverser Steins südlich der heutigen Rosengartenstraße (K52) und verläuft südlich und westlich am Waldrand bis zum Stuvenwald. Inschrift: arabische Nr. 10 und liegende Wolfsangel darunter | 35356405                                |                |
| 53° 24′ 5″ N, 9° 51′ 23″ O                 | Grenzstein  | Forstgrenzstein Nr. 11 von ehemals 30 Grenzsteinen, die vermutlich im 19. Jhd. gesetzt wurden. Diese „Südgrenze“ in der heutigen Gemarkung Emsen mit ca. 2,2 km Länge nimmt ihren Anfang in unmittelbarer Nachbarschaft des Sieverser Steins südlich der heutigen Rosengartenstraße (K52) und verläuft südlich und westlich am Waldrand bis zum Stuvenwald. Inschrift: arabische Nr. 11 und liegende Wolfsangel darunter | 35356384                                |                |
| 53° 24′ 3″ N, 9° 51′ 19″ O                 | Grenzstein  | Forstgrenzstein Nr. 13 von ehemals 30 Grenzsteinen, die vermutlich im 19. Jhd. gesetzt wurden. Diese „Südgrenze“ in der heutigen Gemarkung Emsen mit ca. 2,2 km Länge nimmt ihren Anfang in unmittelbarer Nachbarschaft des Sieverser Steins südlich der heutigen Rosengartenstraße (K52) und verläuft südlich und westlich am Waldrand bis zum Stuvenwald. Inschrift: arabische Nr. 13 und liegende Wolfsangel darunter | 35356363                                |                |
| 53° 24′ 3″ N, 9° 51′ 16″ O                 | Grenzstein  | Forstgrenzstein Nr. 14 von ehemals 30 Grenzsteinen, die vermutlich im 19. Jhd. gesetzt wurden. Diese „Südgrenze“ in der heutigen Gemarkung Emsen mit ca. 2,2 km Länge nimmt ihren Anfang in unmittelbarer Nachbarschaft des Sieverser Steins südlich der heutigen Rosengartenstraße (K52) und verläuft südlich und westlich am Waldrand bis zum Stuvenwald. Inschrift: arabische Nr. 14 und liegende Wolfsangel darunter | 35356321                                |                |
| 53° 24′ 3″ N, 9° 51′ 13″ O                 | Grenzstein  | Forstgrenzstein Nr. 15 von ehemals 30 Grenzsteinen, die vermutlich im 19. Jhd. gesetzt wurden. Diese „Südgrenze“ in der heutigen Gemarkung Emsen mit ca. 2,2 km Länge nimmt ihren Anfang in unmittelbarer Nachbarschaft des Sieverser Steins südlich der heutigen Rosengartenstraße (K52) und verläuft südlich und westlich am Waldrand bis zum Stuvenwald. Inschrift: arabische Nr. 2 und liegende Wolfsangel darunter (im Erdreich verborgen)                                                                                             | 35356342                                |                |
| 53° 24′ 3″ N, 9° 51′ 10″ O                 | Grenzstein  | Forstgrenzstein Nr. 16 von ehemals 30 Grenzsteinen, die vermutlich im 19. Jhd. gesetzt wurden. Diese „Südgrenze“ in der heutigen Gemarkung Emsen mit ca. 2,2 km Länge nimmt ihren Anfang in unmittelbarer Nachbarschaft des Sieverser Steins südlich der heutigen Rosengartenstraße (K52) und verläuft südlich und westlich am Waldrand bis zum Stuvenwald. Inschrift: arabische Nr. 16 und liegende Wolfsangel darunter | 35356279                                |                |
| 53° 24′ 4″ N, 9° 51′ 4″ O                  | Grenzstein  | Forstgrenzstein Nr. 18 von ehemals 30 Grenzsteinen, die vermutlich im 19. Jhd. gesetzt wurden. Diese „Südgrenze“ in der heutigen Gemarkung Emsen mit ca. 2,2 km Länge nimmt ihren Anfang in unmittelbarer Nachbarschaft des Sieverser Steins südlich der heutigen Rosengartenstraße (K52) und verläuft südlich und westlich am Waldrand bis zum Stuvenwald. Inschrift: arabische Nr. 18 und liegende Wolfsangel darunter | 35356258                                |                |
| 53° 24′ 4″ N, 9° 51′ 2″ O                  | Grenzstein  | Forstgrenzstein Nr. 19 von ehemals 30 Grenzsteinen, die vermutlich im 19. Jhd. gesetzt wurden. Diese „Südgrenze“ in der heutigen Gemarkung Emsen mit ca. 2,2 km Länge nimmt ihren Anfang in unmittelbarer Nachbarschaft des Sieverser Steins südlich der heutigen Rosengartenstraße (K52) und verläuft südlich und westlich am Waldrand bis zum Stuvenwald. Inschrift: arabische Nr. 19 und liegende Wolfsangel darunter (im Erdreich verborgen)                                                                                            | 35356300                                |                |
| 53° 24′ 3″ N, 9° 51′ 1″ O                  | Grenzstein  | Forstgrenzstein Nr. 20 von ehemals 30 Grenzsteinen, die vermutlich im 19. Jhd. gesetzt wurden. Diese „Südgrenze“ in der heutigen Gemarkung Emsen mit ca. 2,2 km Länge nimmt ihren Anfang in unmittelbarer Nachbarschaft des Sieverser Steins südlich der heutigen Rosengartenstraße (K52) und verläuft südlich und westlich am Waldrand bis zum Stuvenwald. Inschrift: arabische Nr. 20 und liegende Wolfsangel darunter | 35358404                                |                |
| 53° 23′ 55″ N, 9° 50′ 59″ O                | Grenzstein  | Forstgrenzstein Nr. 21 von ehemals 30 Grenzsteinen, die vermutlich im 19. Jhd. gesetzt wurden. Diese „Südgrenze“ in der heutigen Gemarkung Emsen mit ca. 2,2 km Länge nimmt ihren Anfang in unmittelbarer Nachbarschaft des Sieverser Steins südlich der heutigen Rosengartenstraße (K52) und verläuft südlich und westlich am Waldrand bis zum Stuvenwald. Inschrift: arabische Nr. 21 und liegende Wolfsangel darunter | 35358257                                |                |
| 53° 23′ 52″ N, 9° 50′ 57″ O                | Grenzstein  | Forstgrenzstein Nr. 22 von ehemals 30 Grenzsteinen, die vermutlich im 19. Jhd. gesetzt wurden. Diese „Südgrenze“ in der heutigen Gemarkung Emsen mit ca. 2,2 km Länge nimmt ihren Anfang in unmittelbarer Nachbarschaft des Sieverser Steins südlich der heutigen Rosengartenstraße (K52) und verläuft südlich und westlich am Waldrand bis zum Stuvenwald. Inschrift: arabische Nr. 22 und liegende Wolfsangel darunter | 35358047                                |                |
| 53° 23′ 50″ N, 9° 50′ 55″ O                | Grenzstein  | Forstgrenzstein Nr. 23 von ehemals 30 Grenzsteinen, die vermutlich im 19. Jhd. gesetzt wurden. Diese „Südgrenze“ in der heutigen Gemarkung Emsen mit ca. 2,2 km Länge nimmt ihren Anfang in unmittelbarer Nachbarschaft des Sieverser Steins südlich der heutigen Rosengartenstraße (K52) und verläuft südlich und westlich am Waldrand bis zum Stuvenwald. Inschrift: arabische Nr. 23 und liegende Wolfsangel darunter | 35358383                                |                |
| 53° 23′ 44″ N, 9° 50′ 51″ O                | Grenzstein  | Forstgrenzstein Nr. 24 von ehemals 30 Grenzsteinen, die vermutlich im 19. Jhd. gesetzt wurden. Diese „Südgrenze“ in der heutigen Gemarkung Emsen mit ca. 2,2 km Länge nimmt ihren Anfang in unmittelbarer Nachbarschaft des Sieverser Steins südlich der heutigen Rosengartenstraße (K52) und verläuft südlich und westlich am Waldrand bis zum Stuvenwald. | nicht vergeben/1/-/ noch nicht vergeben |                |
| 53° 23′ 44″ N, 9° 50′ 51″ O                | Grenzstein  | Forstgrenzstein Nr. 25 von ehemals 30 Grenzsteinen, die vermutlich im 19. Jhd. gesetzt wurden. Diese „Südgrenze“ in der heutigen Gemarkung Emsen mit ca. 2,2 km Länge nimmt ihren Anfang in unmittelbarer Nachbarschaft des Sieverser Steins südlich der heutigen Rosengartenstraße (K52) und verläuft südlich und westlich am Waldrand bis zum Stuvenwald. | 35356237                                |                |
| 53° 23′ 43″ N, 9° 50′ 51″ O                | Grenzstein  | Forstgrenzstein Nr. 26 von ehemals 30 Grenzsteinen, die vermutlich im 19. Jhd. gesetzt wurden. Diese „Südgrenze“ in der heutigen Gemarkung Emsen mit ca. 2,2 km Länge nimmt ihren Anfang in unmittelbarer Nachbarschaft des Sieverser Steins südlich der heutigen Rosengartenstraße (K52) und verläuft südlich und westlich am Waldrand bis zum Stuvenwald. | 35356216                                |                |
| Hainböken 53° 23′ 41″ N, 9° 50′ 49″ O      | Grenzstein  | Forstgrenzstein Nr. 27 von ehemals 30 Grenzsteinen, die vermutlich im 19. Jhd. gesetzt wurden. Diese „Südgrenze“ in der heutigen Gemarkung Emsen mit ca. 2,2 km Länge nimmt ihren Anfang in unmittelbarer Nachbarschaft des Sieverser Steins südlich der heutigen Rosengartenstraße (K52) und verläuft südlich und westlich am Waldrand bis zum Stuvenwald. Inschrift: arabische Nr. 27 und liegende Wolfsangel darunter. Die lfd. Nummer wurde hier mit Kreise hervorgehoben.                                                              | 35356132                                |                |
| Hainböken 53° 23′ 41″ N, 9° 50′ 46″ O      | Grenzstein  | Forstgrenzstein Nr. 28 von ehemals 30 Grenzsteinen, die vermutlich im 19. Jhd. gesetzt wurden. Diese „Südgrenze“ in der heutigen Gemarkung Emsen mit ca. 2,2 km Länge nimmt ihren Anfang in unmittelbarer Nachbarschaft des Sieverser Steins südlich der heutigen Rosengartenstraße (K52) und verläuft südlich und westlich am Waldrand bis zum Stuvenwald. Inschrift: arabische Nr. 28 und liegende Wolfsangel darunter | 35356153                                |                |
| 53° 23′ 42″ N, 9° 50′ 35″ O                | Grenzstein  | Forstgrenzstein Nr. 29 von ehemals 30 Grenzsteinen, die vermutlich im 19. Jhd. gesetzt wurden. Diese „Südgrenze“ in der heutigen Gemarkung Emsen mit ca. 2,2 km Länge nimmt ihren Anfang in unmittelbarer Nachbarschaft des Sieverser Steins südlich der heutigen Rosengartenstraße (K52) und verläuft südlich und westlich am Waldrand bis zum Stuvenwald. Inschrift: arabische Nr. 29 und liegende Wolfsangel darunter | 35356174                                |                |
| 53° 23′ 42″ N, 9° 50′ 34″ O                | Grenzstein  | Forstgrenzstein Nr. 30 von ehemals 30 Grenzsteinen, die vermutlich im 19. Jhd. gesetzt wurden. Diese „Südgrenze“ in der heutigen Gemarkung Emsen mit ca. 2,2 km Länge nimmt ihren Anfang in unmittelbarer Nachbarschaft des Sieverser Steins südlich der heutigen Rosengartenstraße (K52) und verläuft südlich und westlich am Waldrand bis zum Stuvenwald. Inschrift: arabische Nr. 30 und liegende Wolfsangel darunter | 35356195                                |                |

## Eckel

### Gruppe: Hofanlage Dorfstrasse 30
Die Gruppe „Hofanlage Dorfstrasse 30“ hat die ID 26969580.

| Lage                                     | Bezeichnung | Beschreibung | ID       | Bild |
| ---------------------------------------- | ----------- | ------------ | -------- | ---- |
| Dorfstrasse 30 53° 22′ 4″ N, 9° 55′ 6″ O | Scheune     |              | 26949244 | BW   |
| Dorfstrasse 30 53° 22′ 4″ N, 9° 55′ 6″ O | Bauernhaus  |              | 26949228 | BW   |

### Einzelbaudenkmale
| Lage                                        | Bezeichnung   | Beschreibung | ID       | Bild |
| ------------------------------------------- | ------------- | ------------ | -------- | ---- |
| Eichenstraße 12 53° 21′ 57″ N, 9° 54′ 57″ O | Häuslingshaus |              | 26948720 | BW   |

## Ehestorf

### Einzelbaudenkmale
| Lage                                               | Bezeichnung         | Beschreibung | ID       | Bild |
| -------------------------------------------------- | ------------------- | ------------ | -------- | ---- |
| Ehestorfer Dorfstraße 8 53° 26′ 35″ N, 9° 54′ 3″ O | Wohn-/Geschäftshaus |              | 26948705 | BW   |

## Emsen

### Gruppe: Hofanlage Kabenweg 7
Die Gruppe „Hofanlage Kabenweg 7“ hat die ID 37988235.

| Lage                                   | Bezeichnung   | Beschreibung                                     | ID       | Bild |
| -------------------------------------- | ------------- | ------------------------------------------------ | -------- | ---- |
| Kabenweg 7 53° 23′ 53″ N, 9° 51′ 34″ O | Häuslingshaus |                                                  | 37988246 | BW   |
| Kabenweg 7 53° 23′ 53″ N, 9° 51′ 34″ O | Stellmacherei |                                                  | 37988319 | BW   |
| Kabenweg 7 53° 23′ 53″ N, 9° 51′ 31″ O | Schuppen      | Holzlager- und Maschinenschuppen, Gattersägewerk | 37988299 | BW   |
| Kabenweg 7 53° 23′ 53″ N, 9° 51′ 32″ O | Schuppen      |                                                  | 37988357 | BW   |
| Kabenweg 7 53° 23′ 53″ N, 9° 51′ 33″ O | Schuppen      |                                                  | 37988340 | BW   |

### Einzelbaudenkmale
| Lage                                                   | Bezeichnung   | Beschreibung                                 | ID       | Bild           |
| ------------------------------------------------------ | ------------- | -------------------------------------------- | -------- | -------------- |
| Emsener Dorfstraße 9 53° 22′ 58″ N, 9° 51′ 45″ O       | Bauernhaus    |                                              | 26948645 | BW             |
| Emsener Dorfstraße 10 53° 22′ 59″ N, 9° 51′ 51″ O      | Wohnhaus      |                                              | 26948272 | BW             |
| Mienenbütteler Weg 4 53° 22′ 54″ N, 9° 51′ 34″ O       | Häuslingshaus |                                              | 26948630 | BW             |
| Langenrehmer Dorfstraße 14 53° 23′ 52″ N, 9° 51′ 41″ O | Häuslingshaus |                                              | 26948169 | BW             |
| Langenrehmer Dorfstraße 7 53° 23′ 54″ N, 9° 51′ 38″ O  | Bauernhaus    |                                              | 26948417 | BW             |
| Langenrehmer Dorfstraße 53° 24′ 7″ N, 9° 51′ 49″ O     | Denkmal       | Fürstendenkmal Langenrehm für König Georg V. | 26948432 | Weitere Bilder |

## Klecken

### Gruppe: Forsthof, Altes Forsthaus
Die Gruppe „Forsthof, Altes Forsthaus“ hat die ID 26969598.

| Lage                                       | Bezeichnung | Beschreibung | ID       | Bild |
| ------------------------------------------ | ----------- | ------------ | -------- | ---- |
| Am Forsthaus 1 53° 20′ 42″ N, 9° 55′ 51″ O | Forsthaus   |              | 26948447 | BW   |
| Am Forsthaus 1 53° 20′ 42″ N, 9° 55′ 51″ O | Speicher    |              | 26949175 | BW   |
| Am Forsthaus 1 53° 20′ 42″ N, 9° 55′ 51″ O | Einfriedung |              | 26949160 | BW   |

### Einzelbaudenkmale
| Lage                                         | Bezeichnung   | Beschreibung | ID       | Bild |
| -------------------------------------------- | ------------- | ------------ | -------- | ---- |
| Am Teich 2 53° 21′ 54″ N, 9° 56′ 38″ O       | Bauernhaus    |              | 26948600 | BW   |
| Bahnhofstraße 72 53° 21′ 48″ N, 9° 56′ 28″ O | Wohnhaus      |              | 26948463 | BW   |
| Eickstüve 3 53° 20′ 40″ N, 9° 55′ 26″ O      | Häuslingshaus |              | 26948660 | BW   |
| Eickstüve 1 53° 20′ 41″ N, 9° 55′ 19″ O      | Häuslingshaus |              | 26948674 | BW   |

## Leversen
| Lage                                            | Bezeichnung   | Beschreibung | ID       | Bild |
| ----------------------------------------------- | ------------- | ------------ | -------- | ---- |
| Nenndorfer Straße 1 53° 24′ 22″ N, 9° 53′ 8″ O  | Scheune       |              | 26948184 | BW   |
| Nenndorfer Straße 1 53° 24′ 20″ N, 9° 53′ 11″ O | Scheune       |              | 26948370 | BW   |
| Hauptstraße 65 53° 24′ 30″ N, 9° 53′ 47″ O      | Häuslingshaus |              | 26948139 | BW   |

## Nenndorf

### Gruppe: Kirche und Pfarrhaus, Kirchenstraße 1
Die Gruppe „Kirche und Pfarrhaus, Kirchenstraße 1“ hat die ID 26969616.

| Lage                                        | Bezeichnung | Beschreibung | ID       | Bild |
| ------------------------------------------- | ----------- | ------------ | -------- | ---- |
| Kirchenstraße 1 53° 22′ 49″ N, 9° 53′ 45″ O | Pfarrhaus   |              | 26948385 | BW   |
| Kirchenstraße 1 53° 22′ 49″ N, 9° 53′ 44″ O | Kirche      |              | 26948399 | BW   |

### Einzelbaudenkmale
| Lage                                         | Bezeichnung    | Beschreibung | ID       | Bild |
| -------------------------------------------- | -------------- | ------------ | -------- | ---- |
| Bremer Straße 28 53° 22′ 56″ N, 9° 53′ 56″ O | Wohnhaus       |              | 26948107 | BW   |
| Bremer Straße 53° 22′ 49″ N, 9° 53′ 48″ O    | Kriegerdenkmal |              | 26948122 | BW   |
| Eckeler Straße 53° 22′ 40″ N, 9° 53′ 48″ O   | Friedhof       |              | 26948092 | BW   |
| Eckeler Straße 53° 22′ 38″ N, 9° 53′ 51″ O   | Kapelle        |              | 26949189 | BW   |

## Tötensen

### Einzelbaudenkmale
| Lage                                           | Bezeichnung | Beschreibung                                         | ID       | Bild |
| ---------------------------------------------- | ----------- | ---------------------------------------------------- | -------- | ---- |
| Schützengrund 2 A 53° 24′ 10″ N, 9° 54′ 45″ O  | Schule      | ehemalige Schule, jetzt Gasthof "Landhaus Westerhof" | 26948302 | BW   |
| Metzendorfer Weg 9 53° 24′ 12″ N, 9° 55′ 49″ O | Wohnhaus    |                                                      | 26948478 | BW   |

## Vahrendorf

### Einzelbaudenkmale
| Lage                                       | Bezeichnung                                                 | Beschreibung                                                 | ID       | Bild           |
| ------------------------------------------ | ----------------------------------------------------------- | ------------------------------------------------------------ | -------- | -------------- |
| Am Langen Stein 53° 26′ 0″ N, 9° 53′ 50″ O | Friedhof                                                    | Kriegsgräberfriedhof                                         | 26948336 |                |
| Eichenhain 12 53° 26′ 9″ N, 9° 53′ 15″ O   | Doppelhäuslingshaus                                         |                                                              | 26948750 | BW             |
| Kiekeberg 53° 26′ 10″ N, 9° 53′ 53″ O      | Vermessungsstein (vorne im Bild)                            | Vorne der Vermessungsstein; hinten TP Nr. 4/2525 Vahrendorf  | 26948317 |                |
| Kiekeberg 53° 26′ 10″ N, 9° 53′ 53″ O      | Trigonometrischer Punkt 1. Ordnung Vahrendorf TP Nr. 4/2525 | TP Nr. 4/2525 auf dem Kiekeberg in Vahrendorf (Höhe 127,1 m) | 35359225 | Weitere Bilder |